# صادق (اسم)
صادق (بالانجليزيةsadiq ) هو اسم مذكر من أصل عربي ومعناه الذي لا يكذب ابدا ولا يخلف وعدا وهو فاعل من الصدق وأشهر من سمي به هو جعفر الصادق وهو الامام السادس عند الشيعة الاثنا عشرية والإسماعيلية ومبجلة في المذهبين الحنفي والمالكي 
1. ↑  "معنى اسم صادق". موقع نواعم. مؤرشف من الأصل في 2018-02-28. اطلع عليه بتاريخ 2025-05-15.
2. ↑  "تحليل إسم# صادق".

## شخصيات تحمل الإسم
صادق الشيرازي المرجع ديني شيعي
صادق الصباح منتج تلفزيون لبناني
صادق الأحمر سياسي يمني وشيخ مشائخ حاشد
صادق خان سياسي بريطاني
صادق جلال العظم فيلسوف سوري
صادق هدايت كاتب ايراني
صادق قطب زاده سياسي ايراني
صادق لاريجاني رئيس السلطة الإيرانية القضائية السابق
صادق أحمد قاسم رائد أعمال مخترع كويتي
مير صادق رئيس مجلس وزراء السلطان تيبو
صادق عبد الله لاعب كرة مضرب نيجيري
صادق الرشيد ابراهيم عباسي جنرال باكستاني
صادق الدبيس ممثل كويتي
صادق الهلالي عالم وظائف أعضاء عراقي
صادق العظم رجل دولة وقائد عسكري عثماني
صادق الشرقاوي رائد أعمال مصري
صادق البصام وزير دفاع العراق
صادق الطريحي شاعر عراقي
صادق البيرق صحفي تركي
صادق أبو بكر لاعب كرة قدم غاني
صادق جودة مؤرخ فلسطيني
صادق دابا ممثل نيجيري
صادق بهبهاني ممثل كويتي
صادق بن قادة عالم اجماع ومؤرخ جزائري
صادق بوخالفة لاعب كرة قدم جزائري
صادق باداق سياسي تركي
صادق بتال سياسي جزائري
صادق تشوبك روائي ايراني
صادق جعفر (لاعب كرة قدم) لاعب كرة قدم بحريني
صادق جولييف لاعب كرة قدم أذربيجاني
صادق جواد سليمان كاتب دبلوماسي عماني
صادق حسن السوداني كاتب ومؤرخ ومترجم عراقي
صادق حكيم موسيقى امريكي
صادق حميد علوش طبيب وعسكري وسياسي عراقي
صادق حمزة الفاعور أحد قادة حركة المقاومة في لبنان ضد الانتداب الفرنسي
صادق خان زند خامس ملوك الدولة الزندية
صادق خلخالي سياسي ايراني
صادق خرازي دبلوماسي ايراني
صادق رفعت باشا سياسي عثماني
صادق (مغن راب) رابر وممثل فرنسي
صادق زيبا كلام سياسي ايراني
صادق سنجراني سياسي باكستاني
صادق سعدون عبد الرضا لاعب كرة قدم كوري جنوبي
صادق شرفكندي جندي ايراني
صادق طباطبائي سياسي ايراني
صادق علي سياسي هندي
صادق عبد الله الحاج لاعب كرة قدم جزائري
صادق عبد الحق محام وكاتب اردني
صادق علي شاهين ممثل عراقي
صادق علأكبر داداشوف مهندس معماري اذربيجاني
صادق عبد الهادي جلال مهندس عراقي
صادق عبد الله عبد الماجد سياسي سوداني
صادق علي يحيى أبو يابس سياسي يمني
صادق علي عبد الله الضباب برلماني يمني
صادق غانجي سياسي ايراني
صادق فايز زاده سياسي ايراني
صادق فرعون طبيب واديب وموسيقى واستاذ سوري
صادق فرج كاتب عراقي
صادق قاسم محمد البعداني سياسي يمني
صادق قادر لاعب كرة مضرب استرالي
صادق كاسيلي فنان الباني
صادق كويش الفراجي رسام ومصور عراقي
صادق كمونة سياسي عراقي
صادق كرماني لاعب كركيت هندي
الصادق النيهوم كاتب ليبي
صادق هجرس سياسي جزائري
صادق ورمزيار لاعب ومدرب كرة قدم ايراني
صادق ياسين الحلو مؤرخ عراقي
صادق منصور الحيدري سياسي يمني
صادق موهارامي لاعب كرة قدم ايراني
صادق ميخو رياضي بحريني
صادق مال الله كاتب سعودي
صادق موسى لاعب كرة قدم عراقي
صادق علي بكر زاده ملاكم ايراني
صادق أئينه وند مؤرخ ايراني
صادق أوميدزاده جنرال ايراني

## انظر ايضاً
جعفر (اسم)
كاظم (اسم)
حيدر (اسم)
مرتضى (اسم)
مجتبى (اسم)
رضا (اسم)
هادي (اسم)